# Phlegetonia palpalis
Phlegetonia palpalis är en fjärilsart som beskrevs av Clayton Dissinger Mell 1943. Phlegetonia palpalis ingår i släktet Phlegetonia och familjen nattflyn. Inga underarter finns listade i Catalogue of Life.